# پتر چپک
پتر چپک (چکی: Petr Čepek؛ ‏ ۱۶ سپتامبر ۱۹۴۰ – ۲۰ سپتامبر ۱۹۹۴) بازیگر اهل جمهوری چک بود. از فیلم‌ها یا برنامه‌های تلویزیونی که وی در آن نقش داشته است می‌توان به فاوست، آدلهاید و دره زنبورها اشاره کرد.

## زندگی‌نامه مختصر
پتر چپک در ۱۶ سپتامبر ۱۹۴۰ در پراگ به دنیا آمد. مادرش تحصیلات موسیقی داشت و پدرش به تئاتر علاقه‌مند بود. در سال ۱۹۴۲، برادرش کارل به دنیا آمد که بعدها خود نیز بازیگر تئاتر شد. پتر چپک کودکی و نوجوانی خود را در استراوا گذراند، جایی که خانواده‌اش پس از مرگ پدر به آنجا نقل مکان کردند. در سیزده‌سالگی، اولین حضور خود را در تئاتر در یک نمایش آماتور تجربه کرد.
چپک بازیگری را در دانشکده تئاتر آکادمی هنرهای نمایشی پراگ در کلاسی مشترک با لادیسلاف مرکویچکا، یوزف آبرهام و ییرژی کرامپل تحصیل کرد. او کمی پیش از فارغ‌التحصیلی، در اعتراض به اخراج دوستش مرک‌ویچکا، مدرسه را ترک کرد. سپس به اوستراوا بازگشت و عضو تئاتر بزاروج شد. در آنجا به جمع گروه هنرمندانی به رهبری کارگردان یان کاچر پیوست که در سال ۱۹۶۵ به پراگ رفتند و باشگاه درام را بنیان گذاشتند. چپک تا پایان عمر در آنجا به بازیگری پرداخت.
چپک سیگاری پرمصرف بود. در سال ۱۹۸۸، خانه‌ای در هورنی کالنا خرید که در آخر هفته‌ها به آنجا می‌رفت، اما به تدریج به‌طور دائم به آنجا نقل مکان کرد. در اینجا با واچلاو هاول، رئیس‌جمهور چکسلواکی، آشنا شد و در تأسیس جبهه مدنی شرکت کرد. با این حال، به زودی این جنبش سیاسی را ترک کرد و نه تنها به بازیگری بازگشت، بلکه به تدریس در DAMU نیز پرداخت و از آنجا مدرک دانشگاهی گرفت. او اواسط سال ۱۹۹۳ دچار درد شد و تحت عمل جراحی تومور قرار گرفت. چپک در ۲۰ سپتامبر ۱۹۹۴ در بیمارستان ورخلابی بر اثر سرطان لوزالمعده درگذشت، در حالی که ۵۴ سال داشت. او در دولنی کالنا به خاک سپرده شده است.